# 原口奈沙麗魚
原口奈沙麗魚，為輻鰭魚綱鱸形目隆頭魚亞目慈鯛科的其中一種，分布於非洲馬拉威湖北部流域，為特有種，體長可達11.5公分，棲息在中底層水域，生活習性不明，可作為觀賞魚。

## 擴展閱讀
維基物種上的相關：原口奈沙麗魚